# 常夏ハイタッチ
「常夏ハイタッチ」（とこなつハイタッチ）は、SUPER☆GiRLSの7枚目のシングル。2013年6月12日にiDOL Streetから発売された。

## 概要
前作「赤い情熱」から約8か月ぶりのシングルで、オリジナルメンバーの稼農楓が脱退後リリースされる初めてのシングル。
「常夏ハイタッチ」がライブで初披露されたのは2013年4月28日にイトーヨーカドー葛西店で行われた「SUPER☆GiRLS スペシャルライブ〜常夏ハイタッチでいってみヨーカドー〜」であり、この模様はUstreamでも配信された。また、ラジオで初めてOAされたのは2013年4月23日放送の「SUPER☆GiRLS宮崎理奈のナイスみやり!」である。
「PAN-PAKA-PAN!」がラジオで初めてOAされたのは2013年5月15日放送の「リッスン? 〜Live 4 Life〜」である。この日はCheeky Paradeの関根優那がゲスト出演していた。また、ライブで初披露されたのは2013年6月11日に日本武道館で行われた「SUPER☆GiRLS 生誕3周年記念SP アイドルストリートカーニバル 日本武道館 〜超絶少女たちの挑戦2013〜」である。
ジャケットA（CD+DVD）、ジャケットB（CD+DVD）、ジャケットC（CDのみ）、イベント会場・mu-moショップ限定盤（ジャケットD、CDのみ）、イベント会場・mu-moショップ限定メンバー個別盤（CDのみ×10形態）の5種14形態。

## 収録曲

### CD+DVD
1. 常夏ハイタッチ
作詞：BOUNCEBACK、作曲：大西克巳、編曲：鈴木Daichi秀行
2. PAN-PAKA-PAN! (Song by iDOL Street All Members)
作詞：小松レナ、作曲：吉田将樹、編曲：BLUE☆BiRDS

DVD（ジャケットA ver.）
1. 常夏ハイタッチ（Music Video）
2. 常夏ハイタッチ（Music Video Making）

DVD（ジャケットB ver.）
1. PAN-PAKA-PAN! (Song by iDOL Street All Members)（Music Video）
2. PAN-PAKA-PAN! (Song by iDOL Street All Members) （Music Video Making）

### CD ONLY（ジャケットC ver.）
1. 常夏ハイタッチ
2. PAN-PAKA-PAN! (Song by iDOL Street All Members)
3. 常夏ハイタッチ（Instrumental）
4. PAN-PAKA-PAN! (Song by iDOL Street All Members)（Instrumental）

### CD ONLY（ジャケットD ver.）
1. 常夏ハイタッチ
2. PAN-PAKA-PAN! (Song by iDOL Street All Members)
3. プリプリ♥SUMMERキッス（Switch Vocal Ver.）
作詞：Litz、作曲：丸山真由子、編曲：鈴木Daichi秀行

### CD ONLY（メンバー個別盤）
1. 常夏ハイタッチ
2. PAN-PAKA-PAN! (Song by iDOL Street All Members)
3. オリジナルCDドラマ「SUPER☆GiRLS 超絶学園 スクールデイズコレクション　縁の下の力持ち?」

## イベント
| 日程           | 公演名                                                                                          | 会場                                                                                            | 備考                                                                                       |
| -------------- | ----------------------------------------------------------------------------------------------- | ----------------------------------------------------------------------------------------------- | ------------------------------------------------------------------------------------------ |
| 2013年 4月28日 | イトーヨーカドー presents「SUPER☆GiRLS スペシャルライブ〜常夏ハイタッチでいってみヨーカドー〜」 | イトーヨーカドー葛西                                                                            | ミニライブ・グループ別握手会                                                               |
| 5月6日         | 「ナイスみやり！」公開収録&7thシングル予約握手会                                                | 東京タワー                                                                                      | 宮崎理奈 個別握手会                                                                        |
| 6月12日        | イトーヨーカドー×SUPER☆GiRLSメンバー店員企画 〜常夏ハイタッチでいってみヨーカドー♪〜            | イトーヨーカドー木場 アリオ西新井                                                               | CD即売会                                                                                   |
| 6月13日        | 発売記念 Thanksgiving Event                                                                     | アキバ☆ソフマップ1号店 タワーレコード新宿 タワーレコード渋谷 SHIBUYA TSUTAYA ディスクピア日本橋 | グループ別握手会                                                                           |
| 6月15日        | 発売記念 握手会イベント                                                                         | 千里セルシー                                                                                    | ミニライブ・グループ別握手会                                                               |
| 6月16日        | 発売記念 握手会イベント                                                                         | ラゾーナ川崎プラザ                                                                              | ミニライブ・グループ別握手会                                                               |
| 6月30日        | 個別握手会 〜iDOL Street All Members〜                                                          | 竹芝ニューピアホール                                                                            | 12部制 mu-moショップで販売された参加券付き商品購入者対象 Cheeky Paradeとストリート生も参加 |
| 7月6日         | 追加個別握手会 〜iDOL Street All Members〜                                                      | 竹芝ニューピアホール                                                                            | 12部制 mu-moショップで販売された参加券付き商品購入者対象 Cheeky Paradeとストリート生も参加 |
| 7月7日         | 個別2ショット撮影会 〜七夕スペシャルイベント〜                                                  | 竹芝ニューピアホール                                                                            | 7部制 mu-moショップで販売された参加券付き商品購入者対象                                    |
| 7月20日        | 発売記念「SUPER☆GiRLS リクエストLiVE 2013」                                                     | 品川ステラボール                                                                                | ライブ・グループ別握手会 3形態を購入して応募した中から当選者が招待された                   |